# Thomas Chase-Casgrain

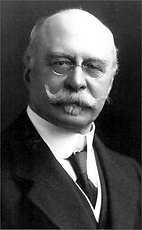
Thomas Chase-Casgrain

Thomas Chase-Casgrain, PC, QC (* 28. Juli 1852 in Detroit, Michigan; † 29. Dezember 1916 in Ottawa, Ontario, auch bekannt als Thomas Casgrain) war ein kanadischer Politiker und Professor der Rechtswissenschaft. Landesweit bekannt wurde er als Staatsanwalt im Hochverratsprozess gegen Louis Riel, dem Anführer der Nordwest-Rebellion. Von 1914 bis zu seinem Tod war er Postminister.

## Biografie
Chase-Casgrain entstammt einer Politikerdynastie; sein Vater und ein Cousin waren Senatoren, zwei Onkel Abgeordnete des Unterhauses. Er studierte an der Université de Laval zunächst Medizin, wechselte aber nach einem Jahr zur Rechtswissenschaft. 1877 erhielt er die Zulassung als Rechtsanwalt, bereits zwei Jahre später war er Professor. 1885 ernannte ihn die Bundesregierung zum Staatsanwalt, mit dem Auftrag, den Hochverratsprozess gegen Louis Riel vorzubereiten. Chase-Casgrain war das einzige frankophone Mitglied der Anklage, weshalb die Liberalen in seiner Heimatprovinz Québec ihn als Verräter bezeichneten. Bei mehreren Demonstrationen wurden Puppen verbrannt, die ihm nachempfunden waren.
Trotz der Anfeindungen wurde er 1886 ins Parlament von Québec gewählt, dem er bis 1890 angehörte. Nach dem Sturz von Honoré Merciers liberaler Provinzregierung wurde er 1892 wiedergewählt und zum Attorney General im konservativen Kabinett von Charles Boucher de Boucherville ernannt. Dieses Amt übte er bis 1896 aus. Im selben Jahr folgte die Wahl ins Unterhaus. 1904 verlor er die Wahlen und zog sich vorübergehend aus der Politik zurück. Nach dem Sieg bei einer Nachwahl im November 1914 zog er wieder ins Unterhaus ein und wurde Postminister in Robert Bordens Kabinett. Etwas mehr als zwei Jahre später starb er an einer Lungenentzündung.